# République de Pińczów

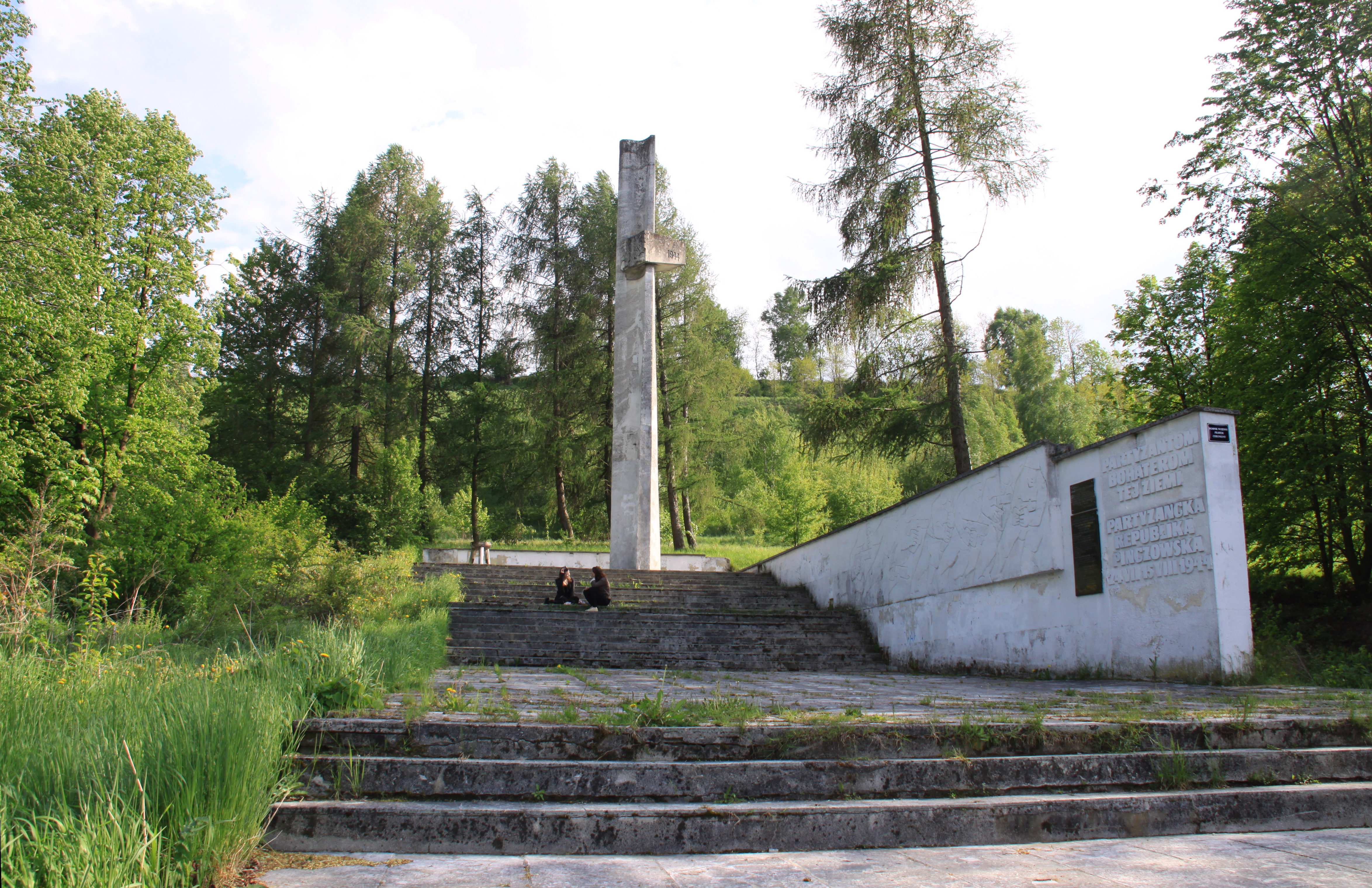
Monument dédié au souvenir des héros de la république de Pińczów au pied de la montagne Byczowska.

La république de Pińczów (en polonais : Republika Pińczowska) est le nom
d’une éphémère entité de 1 000 km2 dans la région de Pińczów, voïvodie de Sainte-Croix, qui a été libérée conjointement par l’Armia Krajowa, l’Armia Ludowa et des bataillons de paysans entre le 21 juillet et le 12 aout 1944.
L’autorité de cette république était assurée par des délégués du gouvernement polonais en exil, ainsi
que des représentants des forces armées. Il y avait également une autorité séparée, constituée des éléments communistes de l’Armia Ludowa.
La république fut écrasée par une concentration de troupes de la Wehrmacht et fut aussi victime du manque de ravitaillement.